# Burg Wölpe

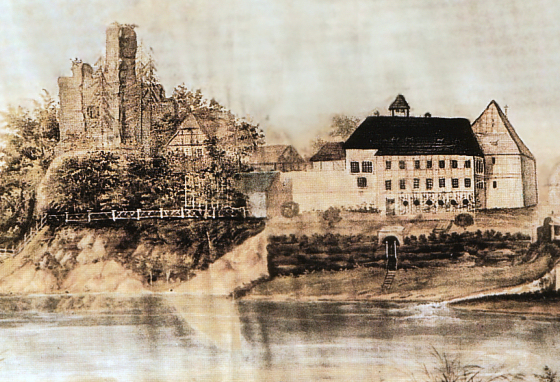
Gemälde von Schloss Wölpe 1823, links die Ursprungsanlage als Turmhügelburg

Die Burg Wölpe ist der Burgstall einer mittelalterlichen Niederungsburg in Erichshagen-Wölpe, einem Ortsteil von Nienburg/Weser in Niedersachsen. Die 1151 erstmals urkundlich erwähnte Burg der Grafen von Wölpe entstand am Bach der Wölpe als Turmhügelburg (Motte) auf einem angeschütteten Erdhügel. Infolge kriegerischer Ereignisse wurde die Burganlage mehrfach zerstört und wiederaufgebaut. Nach dem Dreißigjährigen Krieg entstand die Anlage als Amtssitz des Amtes Wölpe neu. Nach der Auflösung des Amtes im Jahr 1859 wurden sämtliche Gebäude wegen Baufälligkeit abgerissen. Heute ist der Burghügel bebauungsfrei und mit Bäumen bestanden. Nach archäologischen Prospektionsmaßnahmen im Jahr 2011 finden seither regelmäßig Ausgrabungen statt.

## Baubeschreibung
Wie ein Gemälde von 1823 zeigt, ist der älteste Teil der Burganlage eine Turmhügelburg, die in der feuchten Niederung der Wölpe, einem Zufluss der Aller, auf einem aufgeschütteten Hügel errichtet worden ist. Das Gewässer wurde später zu breiten Gräften ausgebaut, die die Burg und das spätere Schloss an drei Seiten umflossen, was auf dem Lageplan von 1778 erkennbar ist. Die archäologischen Untersuchungen ergaben, dass sich auf dem Burghügel Gebäude aus verschiedenen Zeitstellungen befunden haben. Die erste Burganlage stammt aus dem ersten Viertel des 12. Jahrhunderts und stellte sich als Sandsteingebäude dar. Weitere Gebäude stammen aus dem 16. Jahrhundert, die vermutlich während der Hildesheimer Stiftsfehde 1519 abgebrannt sind. Im 18. Jahrhundert entstanden auf dem Burghügel Gebäude im Barockstil unter Nutzung von Backsteinen und Feldsteinen.
Etwas abgerückt vom Burghügel gab es eine etwa 80 × 100 Meter große Vorburg, deren Grund etwa 2 Meter über der Niederung lag und bis zu 1 Meter künstlich aufgeschüttet war. Die Vorburg verfügte zeitweise über vier Gebäude, bei denen es sich vermutlich um Wirtschaftsgebäude handelte. Um die Burg herum gab es mehrere Gartenareale, deren Umrisse sich noch heute auf Luftbildern abzeichnen. Nach der Auflösung des Amtes Wölpe 1859 wurden die Gebäude des Amtshofes auf dem früheren Burggelände 1876 auf Abbruch verkauft.

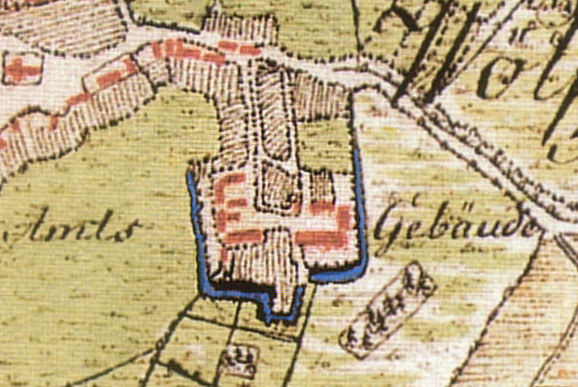
Lage des von drei Seiten mit Wasser umgebenen Schlosses Wölpe im Jahre 1778

Heute ist von der früheren Befestigungsanlage mit späterem Schloss nur noch der 4,5 Meter hohe und 60 × 65 Meter große Erdhügel vorhanden. Auf ihm befinden sich drei erhöhte Stellen, die auf die Lage ehemaliger Gebäude hinweisen. Der Hügel liegt am östlichen Ortseingang von Erichshagen, der Amtsgarten genannt wird. Die ehemalige Burgstelle ist erreichbar über einen etwa 200 Meter langen Damm durch die Niederung. Der Burghügel ist mit Bäumen bestanden, darunter die älteste Kastanie in Nienburg im Alter von etwa 300 Jahren. Lange war der Hügel mit Brennnesseln überwuchert, die als Ruderalpflanzen einen Zeiger für die frühere Besiedlung darstellen. 2010 beschloss der Ortsrat von Erichshagen-Wölpe, den Burghügel aufzuwerten und ihn ganzjährig für Fußgänger und Radfahrer zugänglich zu machen. Daraufhin ist das Unkraut und Unterholz entfernt worden, so dass er wieder allgemein zugänglich ist. Ein befestigter Weg über den Hügel soll noch angelegt werden.

## Geschichte

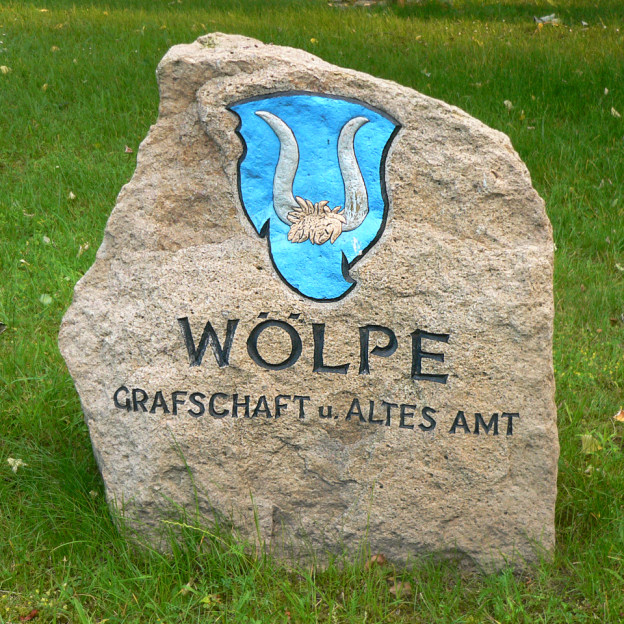
Gedenkstein mit dem Wappen der Grafschaft Wölpe an der Zufahrt zur früheren Burg Wölpe

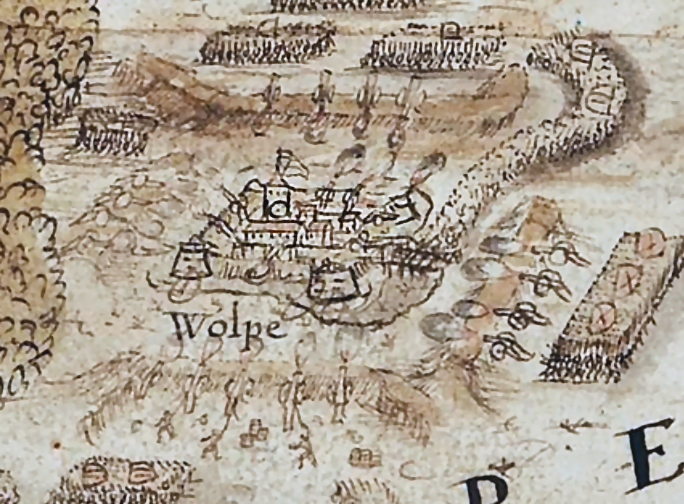
Belagerung der Burg während der Hildesheimer Stiftsfehde, Zeichnung von Johannes Krabbe von 1591

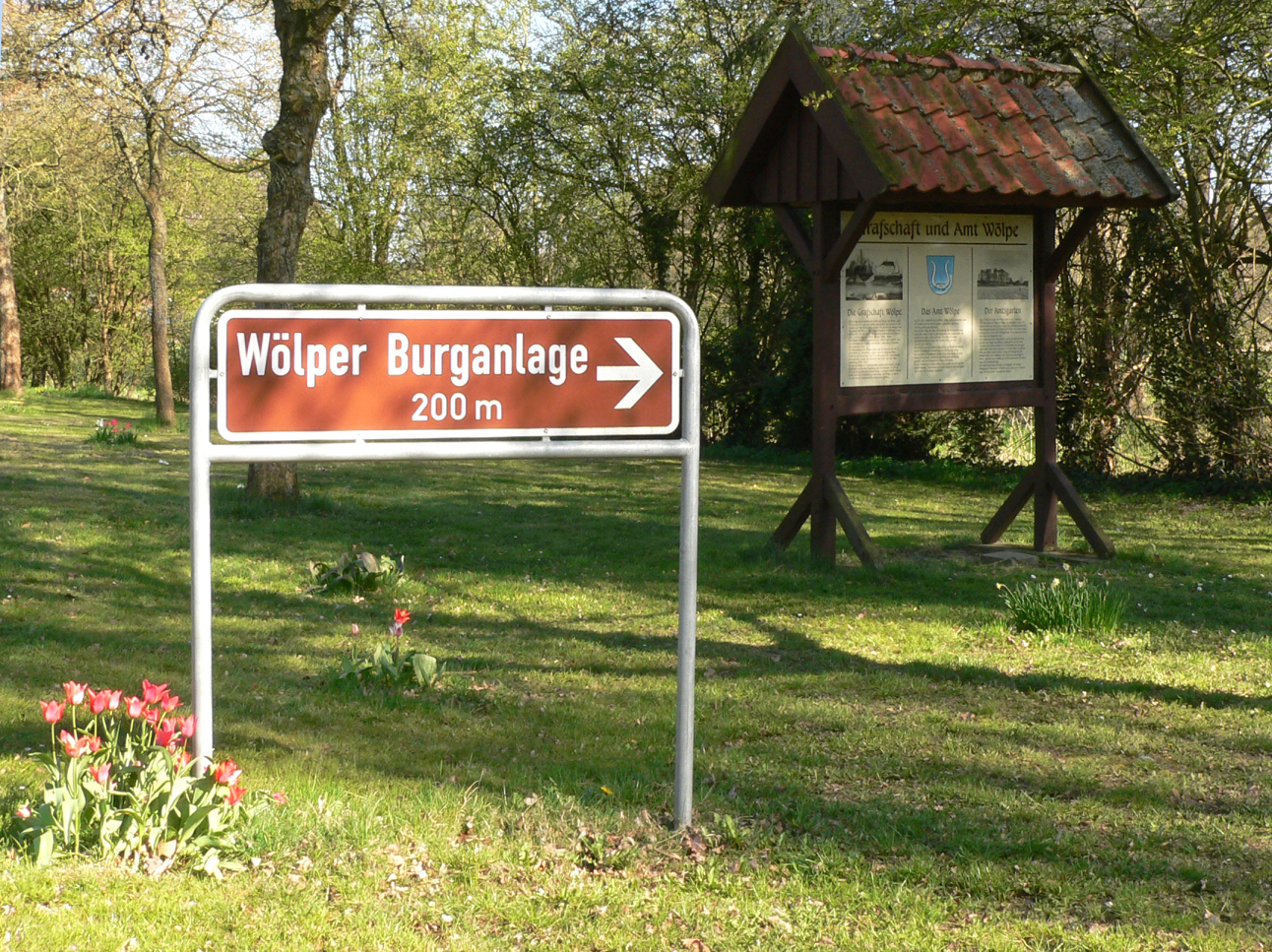
Hinweisschild und Informationstafel zur Burg

In der ersten überlieferten Nennung von 1151 wurde die Burg als Wilipa bezeichnet, als sie zur Kirche in Minden gehörte. Zu Beginn des 13. Jahrhunderts verlegten die Wölper Grafen ihr Festes Haus in das nahegelegene Drakenburg und später nach Neustadt am Rübenberge, wo sie sich ein neues Zentrum schufen. Ihre Grafschaft Wölpe verkauften sie 1302 für 6500 Silbermark an Herzog Otto II. Er setzte auf der Burg einen Drosten als Statthalter ein und die Burg wurde zum Sitz des Calenbergischen Amtes Wölpe. Bei einer Fehde wurde die Burg 1315 durch Brand zerstört.
In der Hildesheimer Stiftsfehde zwischen 1519 und 1523 wurde die Burg Wölpe erneut zerstört und danach von Herzog Erich I. als Schloss wieder hergerichtet. Er gründete nahe dem Schloss eine Siedlung, die nach ihm (Erich) und wegen der Dorfform eines Hagenhufendorfs (-hagen) als Erichshagen benannt wurde. Trotzdem hieß der Ort lange Zeit im Volksmund Wölpe. 1624 besuchte der dänische König Christian IV. während des Dreißigjährigen Krieges das Schloss Wölpe. Ein Jahr später, 1625, wurde es von den Söldnertruppen des Feldherrn Tilly erobert und beschädigt. Wegen der Schäden wurde das Schloss nach dem Krieg geschleift und 1649 zum Amtsgebäude umgestaltet. Von diesem Amtshof wurde das Amt Wölpe verwaltet. Im 19. Jahrhundert entstand ein weiteres Amtsgebäude nahe der Straße, das heute noch besteht. Dabei handelt es sich um das ehemalige Amtsgerichtsgebäude, das an der Hauptstraße an der Zufahrt zum Burghügel liegt. Es diente lange als Försterei und ist heute ein Wohnhaus. Die Siedlung Wölpe unweit des Amtshofes hatte im 19. Jahrhundert etwa 100 Bewohner. 1859 wurde das Amt im Zuge einer Gemeindereform aufgelöst und den Kreisstädten Nienburg sowie Neustadt am Rübenberge zugeteilt.
2009 schlossen sich heimatgeschichtlich interessierte Personen zum Arbeitskreis Burghügel Erichshagen-Wölpe zusammen, um die Reste der Burganlage zu erkunden und als Bodendenkmal zu erschließen. Dazu entstand 2010 ein Untersuchungskonzept, das vom Museum Nienburg, der Kommunalarchäologie der Schaumburger Landschaft, der Stadt Nienburg/Weser und dem Niedersächsischen Landesamt für Denkmalpflege getragen wird.

## Prospektion 2011
Im Jahr 2011 kam es zu intensiven archäologischen Prospektionsmaßnahmen am Burghügel und seinem Umfeld, um eine Ausgrabung vorzubereiten. Zu den Voruntersuchungen zählten eine Reliefkartierung, geophysikalische Prospektionen wie geoelektrische Bodenwiderstandsmessung, Geomagnetik und Georadar, Luftbildarchäologie, Bohrungen und Begehungen.

## Ausgrabungen

### Grabung 2012

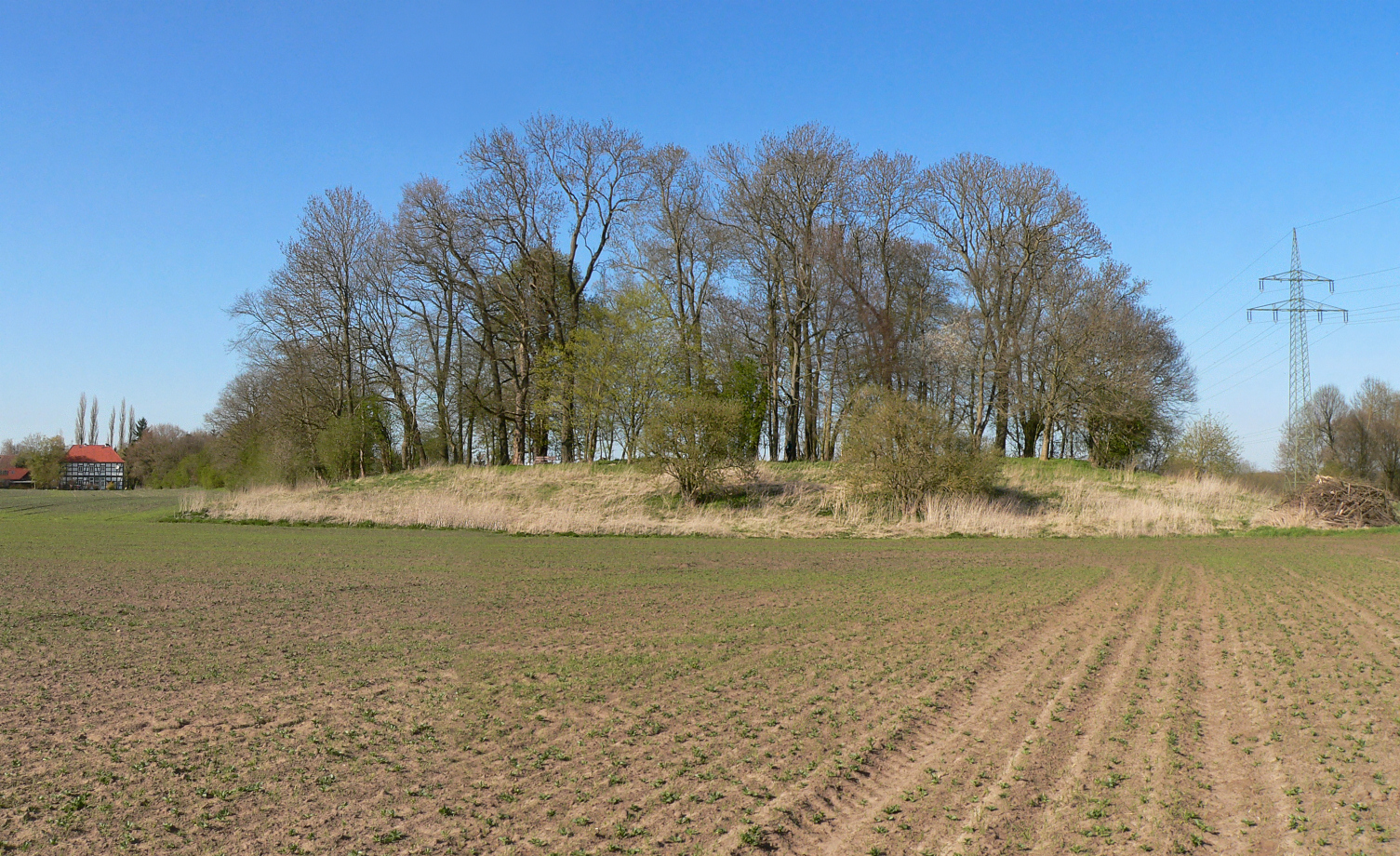
Der Burghügel von Süden

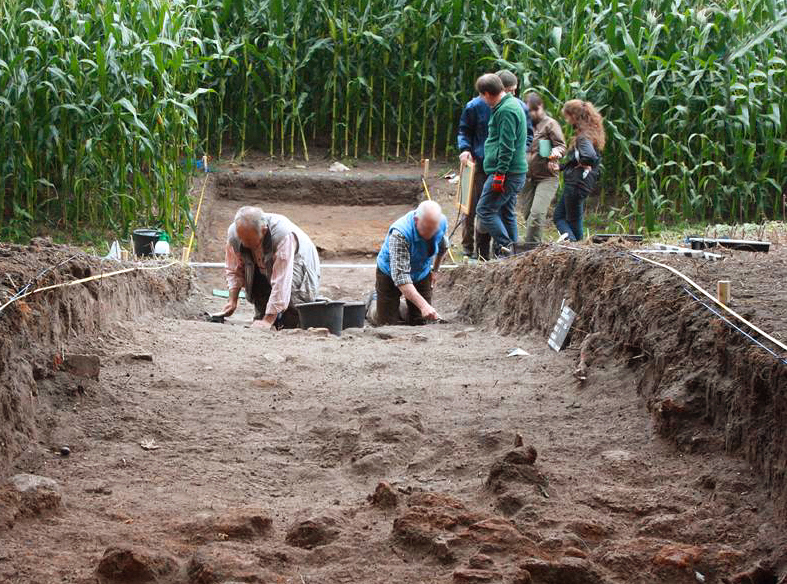
Blick vom Burghügel auf den Grabungsschnitt am Hang (2012)

Im September 2012 fand eine erste Ausgrabungskampagne auf dem Burghügel statt. Ziel der knapp vierwöchigen Maßnahme war es, Erkenntnisse über die bauliche Entwicklung der Anlage und den Alltag auf der Burg zu erlangen. Die Grabung fand als Lehrgrabung des Lehrstuhls für Vor- und Frühgeschichte an der Universität Regensburg statt. Beteiligt waren die Kommunalarchäologie der Schaumburger Landschaft, die untere Denkmalschutzbehörde der Stadt Nienburg/Weser und der Arbeitskreis Burghügel Erichshagen-Wölpe.
Bei der Grabung wurde eine Fläche von knapp 80 m² untersucht, was etwa 0,5 % der Fläche des Burghügels ausmacht. Dazu wurde ein Grabungsschnitt auf einer Länge von 31,5 Meter bei einer Breite von 2,5 Meter angelegt. Mit der geringen Tiefe von 1,2 Meter berührte die Grabung meist nur den Oberboden. In Teilbereichen reichte sie bis in 2 Meter Tiefe.
Zielsetzung der Grabung war die Ermittlung der Lage und des Aufbaus des umlaufenden Burggrabens sowie seine Verfüllung. Dabei wurde festgestellt, dass sich die damalige Grabensohle zum Teil zwei Meter unter der heutigen Erdoberfläche befindet. Es sollte auch der Schichtaufbau des Burghügels untersucht werden, insbesondere ob es sich um eine natürliche oder angeschüttete Erhebung handelt. Dies konnte wegen der geringen Tiefe der Grabung nicht geklärt werden. Die Grabung galt vor allem den Resten von Gebäuden auf dem Burgplateau. Es konnten mehrere Mauerstücke und ein gepflasterter Bereich festgestellt werden. Es wurde angenommen, dass die nicht näher zu datierenden Baustrukturen einen neuzeitlichen Entstehungszeitpunkt haben könnten und beim Abbruch der Gebäude ab 1876 als Mauerfundamente erhalten geblieben sind.
Funde

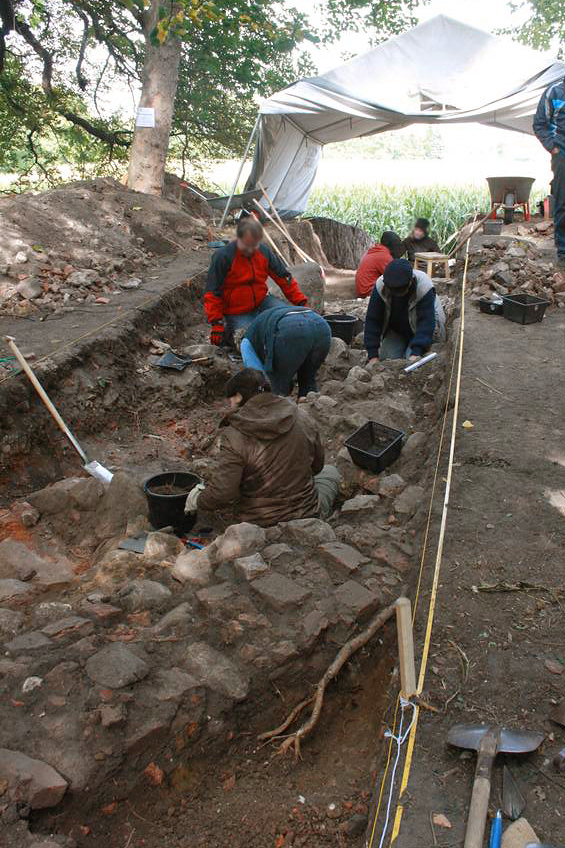
Freigelegte Fundamentreste auf dem Burghügel (2012)

Bei der Ausgrabung im Jahr 2012 wurden am Fuß des Burghügels im Bereich des vermuteten Burggrabens Reste einer Holzkonstruktion festgestellt. Sie besteht aus senkrecht eingerammten Pfahlhölzern in der Art einer Palisade und waagerecht verlegten Hölzer. Die ältesten Fundschichten im Grabenbereich werden in das 13. und 14. Jahrhundert datiert. In diesem Bereich wurden in einem Meter Tiefe Holzbohlen eines Bohlenwegs gefunden. Die Hölzer wurden einer dendrochronologischen Untersuchung unterzogen.
Fast alle weiteren Funde stammten aus dem Oberboden und ließen sich keinem Befund näher zuordnen. Bei etwa der Hälfte der Funde handelte es sich um tierisches Knochenmaterial, wie Zähne von Wildschweinen sowie Unterkiefer von Pferden und Schweinen. Am Hang des Burghügels wurden größere Mengen an mittelalterlichen Keramikteilen gefunden. Dazu gehörten graue Irdenware mit Wellenfuß, Pokalfüße, Wandscherben als Pingsdorfer Ware und Kugeltöpfe sowie Dachziegeln des Typs Mönch und Nonne. Die Keramikreste reichen von den frühesten Stücken aus dem 12. Jahrhundert bis in die Neuzeit. Weitere Funde waren Armbrustbolzen und Fragmente von Ofenkacheln mit der Darstellung eines Adligen oder Heiligen. Die mittelalterlichen Funde lagerten neben neuzeitlichen Funden, wie ein 1818 geprägter Mariengroschen, Waldhüttenglas und einer Kanonenkugel. Daher wird angenommen, dass es sich um verlagertes Material vom Burgplateau oder aus burgfernen Bereichen handelt.

### Grabung 2013

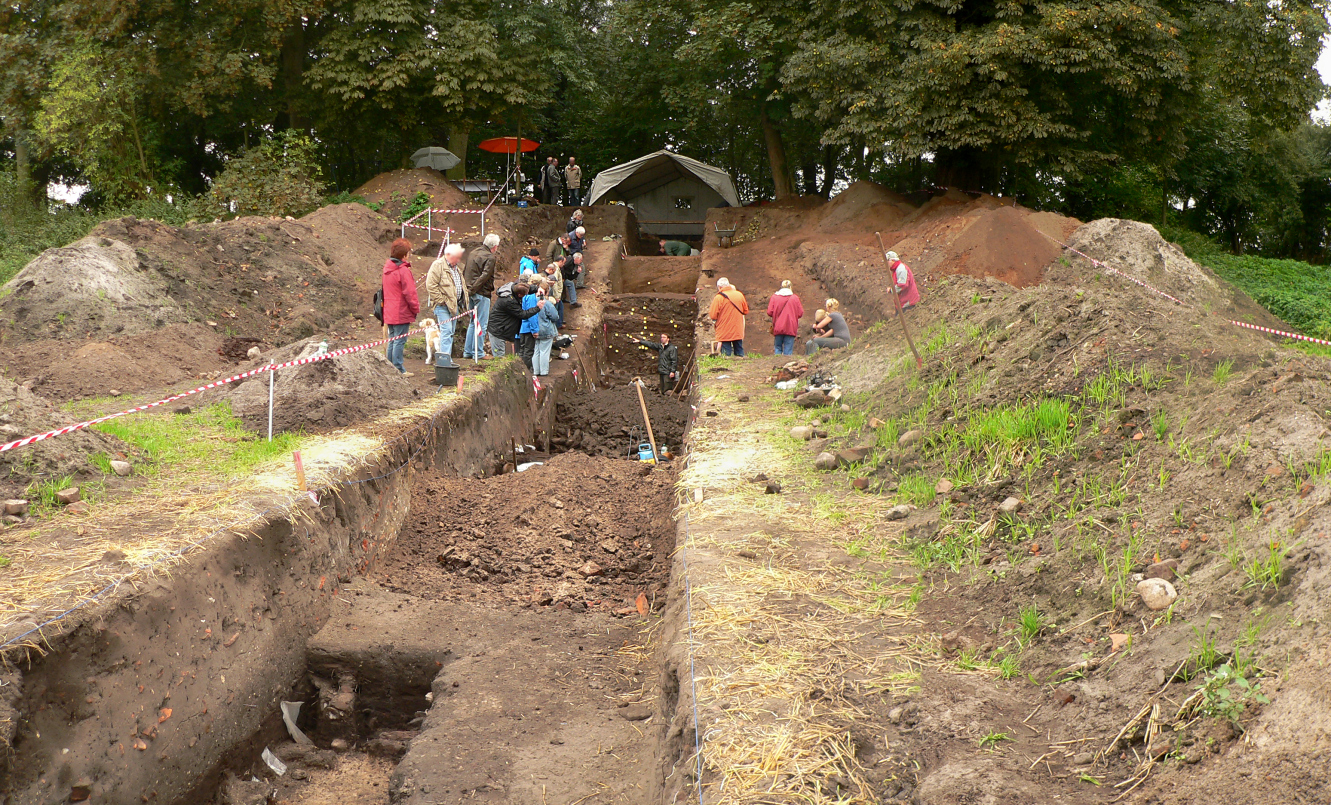
Der Grabungsschnitt 2013 am Burghügel und in der Niederung ging in die Länge

Im September und Oktober 2013 kam es am Burghügel zu einer weiteren Grabung unter Leitung der Universität Regensburg, die sechs Wochen andauerte und von 12 Studierenden der Universität Marburg sowie ehrenamtlichen Helfern aus der Region und des Arbeitskreises Burghügel Erichshagen-Wölpe ausgeführt wurde. Am Fuße des Burghügels konnten im Untergrund der Niederung zahlreiche Holzpfähle und Holzbalken festgestellt werden, von denen 44 gesichert wurden. Dendrochronologische Untersuchungen stellen die Hölzer in das 14., 15. und 16. Jahrhundert, in einem Fall in das 11. bis 12. Jahrhundert. Sie sollen als Palisadenmauer der Abwehr von Feinden gedient haben. Einer anderen Deutung nach haben sie der technischen Sicherung des Burghügel gegen Erosion oder als Grabenrand gedient. Die ergrabenen Bodenschichten waren zum Teil gestört und beinhalteten mächtige Schuttschichten vom Abbruch der Burggebäude im 19. Jahrhundert. Es kam ein längeres Sandsteinstück zum Vorschein, bei dem es sich um den Rahmen eines am Gebäude angebrachten Wappens handelt. Der Rahmen enthielt das verschollene Wappen von Herzog Philipp Sigismund von Braunschweig-Wolfenbüttel (1568–1623). Ein besonderer Befund war eine Steinkonstruktion am Rande des Hügelplateaus, bei der es sich um die Umfassungsmauer der Burg handeln könnte.
Bei den Grabungen wurde anhand des gewachsenen Bodens festgestellt, dass der Burghügel auf einer natürlichen, etwa einen Meter hohen Anhöhe entstand. Die Archäologen konnten trotz des langen Grabungsschnitts weit in die Niederung einen Burggraben nicht finden. Die Lage innerhalb einer sumpfigen Niederung des Gewässers Wölpe machte ihn anscheinend überflüssig.
Die Grabung war Teil von vier archäologischen Projekten durch Universitäten im Jahre 2013 im Landkreis Nienburg, darunter Ausgrabungen in der Eisen- und kaiserzeitlichen Siedlung bei Lemke sowie am Erdwerk von Müsleringen und die Vermessung der Wallburg Alte Schanze in Oyle.

### Grabung 2014
Im Quaet-Faslem-Haus in Nienburg fand 2014 eine Informationsveranstaltung statt, bei der die Universität Regensburg über die Ausgrabungen in den Jahren 2012 und 2013 berichtete und eine weitere Ausgrabung im August 2014 ankündigte. Dabei sollte insbesondere der Frage nachgegangen werden, ob der Burghügel bei Errichtung der Burganlage kleiner als heute gewesen ist. Finanzielle Mittel für die Grabung stellten unter anderem die Calenberg-Grubenhagensche Landschaft, der Landschaftsverband Weser-Hunte und die Niedersächsische Sparkassenstiftung zur Verfügung.

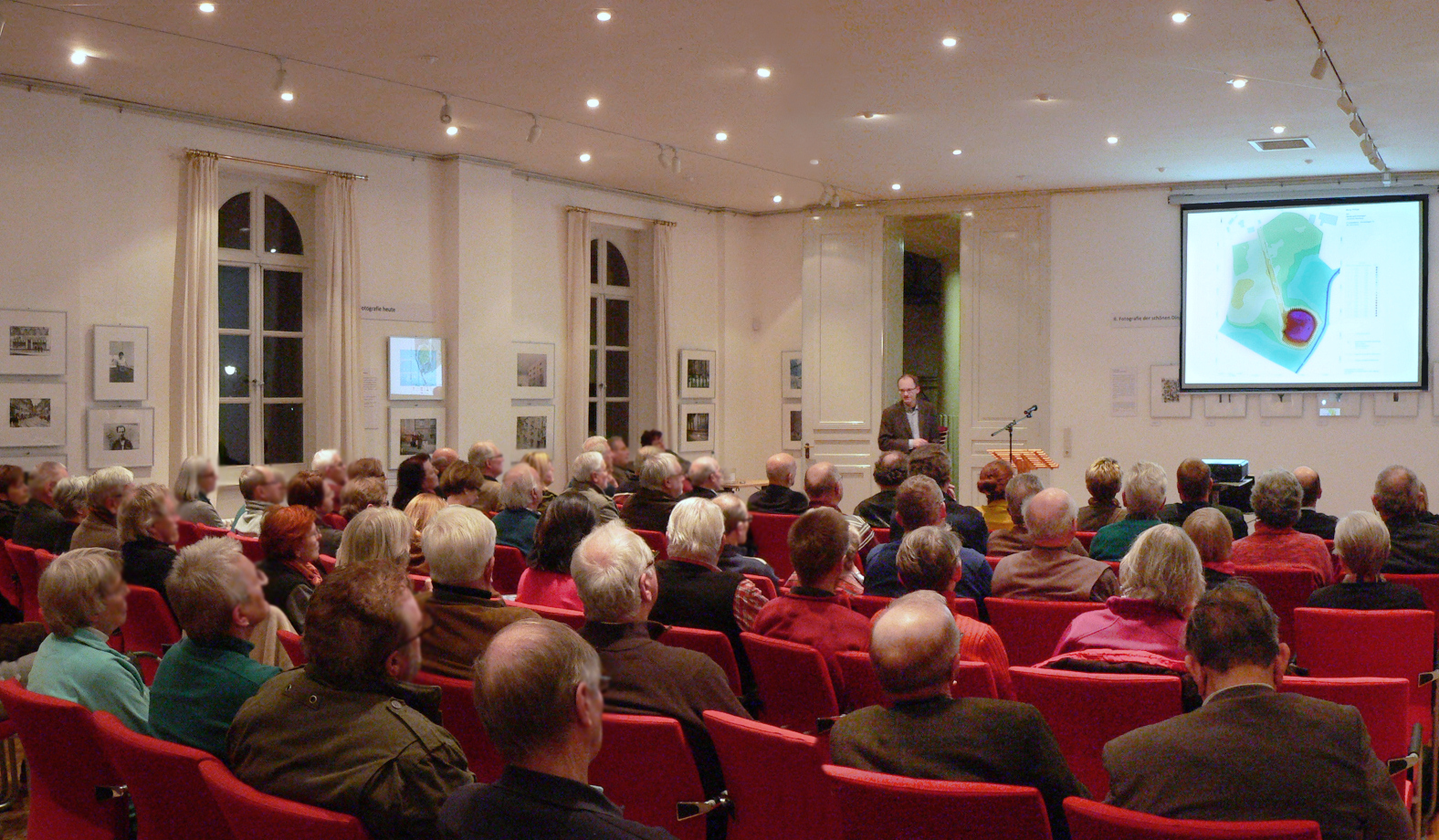
Informationsveranstaltung zu den Grabungsergebnissen von 2013 im Quaet-Faslem-Haus in Nienburg (2014)

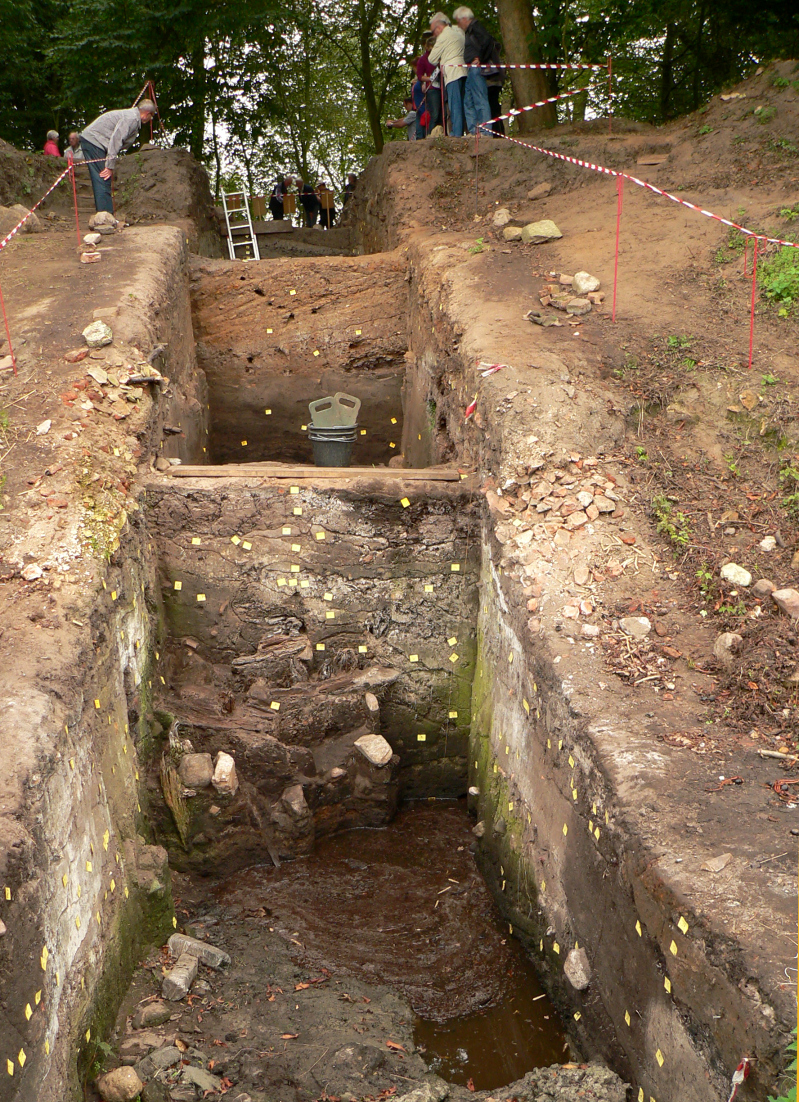
Der Grabungsschnitt am Burghügel im Jahre 2014 ging in die Tiefe

Im August und September 2014 erfolgte die etwa vierwöchige Grabung, bei der vor allem der Aufbau des Burghügels näher untersucht wurde. Um auf die ältesten Bodenschichten zu stoßen, reichte die Grabung stellenweise bis 2,6 Meter tief in den Untergrund. Bei den bisherigen drei Grabungskampagnen ist ein insgesamt 46,5 Meter langer und 2,5 Meter breiter Schnitt mit unterschiedlicher Tiefe in den Boden vorgenommen worden. Die 2014 vorgenommenen Abtiefungen im Burghügel ließen eine Entstehung der Anlage in zwei Bauphasen erkennen. Zunächst erfolgte eine Hügelaufschüttung mit einem Durchmesser von etwa 20 Meter, dessen Erdreich mit Holzbalken in einer trichterartigen Konstruktion gegen ein Auseinanderfließen gesichert wurde. Aus dieser ersten Bauphase, die sich durch Keramikfunde auf das beginnende 13. Jahrhundert datieren lässt, stammen auch Reste eines Steinfundaments, was auf den Burgtyp einer Motte hinweist. Damit korrespondieren die Reste einer Palisade mit Wehrgang, die etwa 5 Meter nach außen vorgelagert war. Eine weitere Bauphase gab es in der frühen Neuzeit, in der der Hügel bis auf die heutigen Ausmaße von etwa 60 Meter Durchmesser durch aufgeschüttete Erdmassen erweitert wurde. Fundstücke bei der Grabung waren neben noch zu untersuchenden Tierknochen vor allem Keramikscherben, darunter Tisch-, Koch- und Ofenkeramik. Die Fundstücke der bisherigen Grabungen sollen im Museum Nienburg ausgestellt werden.
Die bis dahin tiefste Grabung lieferte wesentliche Erkenntnisse zur Geschichte des Burghügels. Die Archäologen vermuteten in dem nur teilweise freigelegten Steinfundament, das eine Mauerecke bildet, den Turm einer Motte.

### Grabung 2015

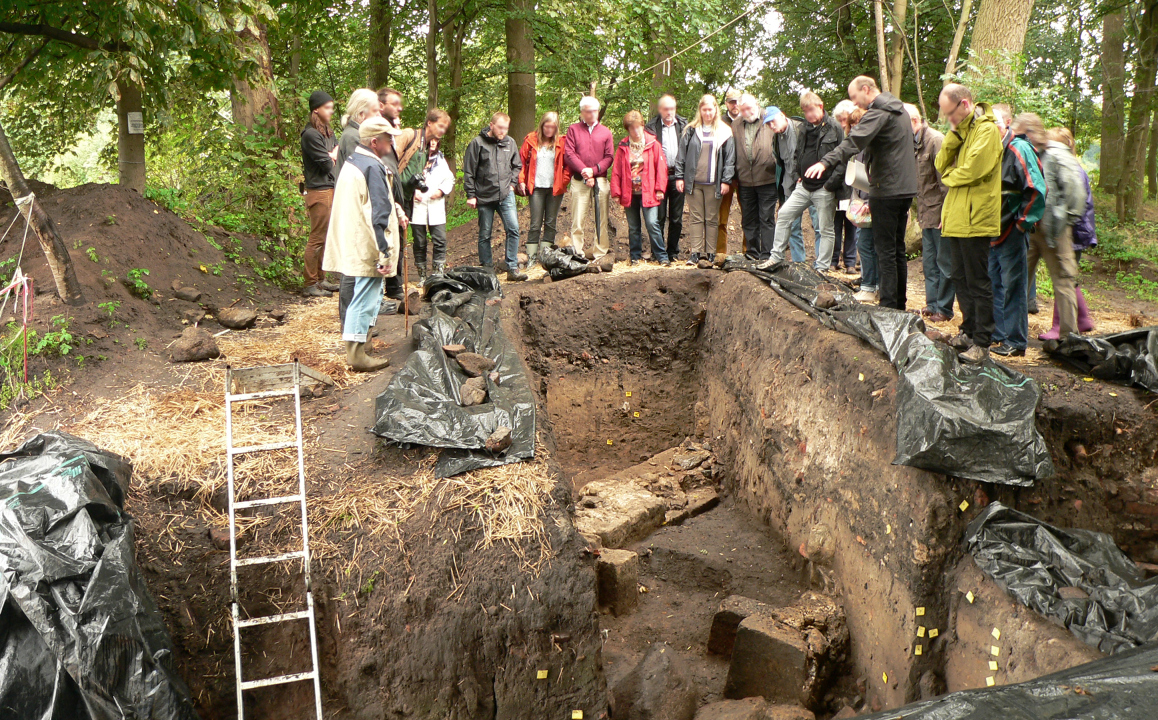
Ausgrabung 2015 mit Resten der ersten Burganlage aus behauenem Sandstein

Im September 2015 erfolgte eine weitere, mehrwöchige Grabung am Burghügel der Burg Wölpe unter Leitung der Universität Regensburg. Bei dieser vierten Grabungskampagne fanden sich statt des im Jahre 2014 erwarteten Turms einer Motte die Reste eines größeren Gebäudes, das die Archäologen auf das 12. Jahrhundert datieren und damit älter einschätzen als die bis dahin freigelegten Burgreste. Am Gebäude stellten sie einen schmalen, L-förmigen Gebäudeeingang fest, dessen Wände aus behauenen Sandsteinen erbaut wurde.
Zu den Fundstücken der Ausgrabung zählten eine steinerne Kanonenkugel, ein Hundeskelett und Münzen, darunter eine mit dem Bildnis von Ludwig XIV. Nach Abschluss der Grabungen fand 2015 ein Kolloquium über die Burg Wölpe und aktuelle Forschungen zu mittelalterlichen Burgen in Norddeutschland statt.

### Grabung 2017
Im September 2017 wurden die Ausgrabungen als Kooperation der Kommunalarchäologie der Schaumburger Landschaft mit dem Arbeitskreis Burghügel Wölpe auf dem Burghügel fortgesetzt. Sie dauerten drei Wochen an und wurden wie in den Vorjahren der Öffentlichkeit vorgestellt. Die Grabungen führten 15 Studenten der Australian National University aus Canberra als neuer Kooperationspartner durch. In den Jahren 2018 sowie 2019 sind weitere Ausgrabungen in Zusammenarbeit mit der australischen Universität vorgesehen. Durch sie sollen die Überreste des 2015 entdeckten Steingebäudes völlig freigelegt und dokumentiert werden.
Fundstücke

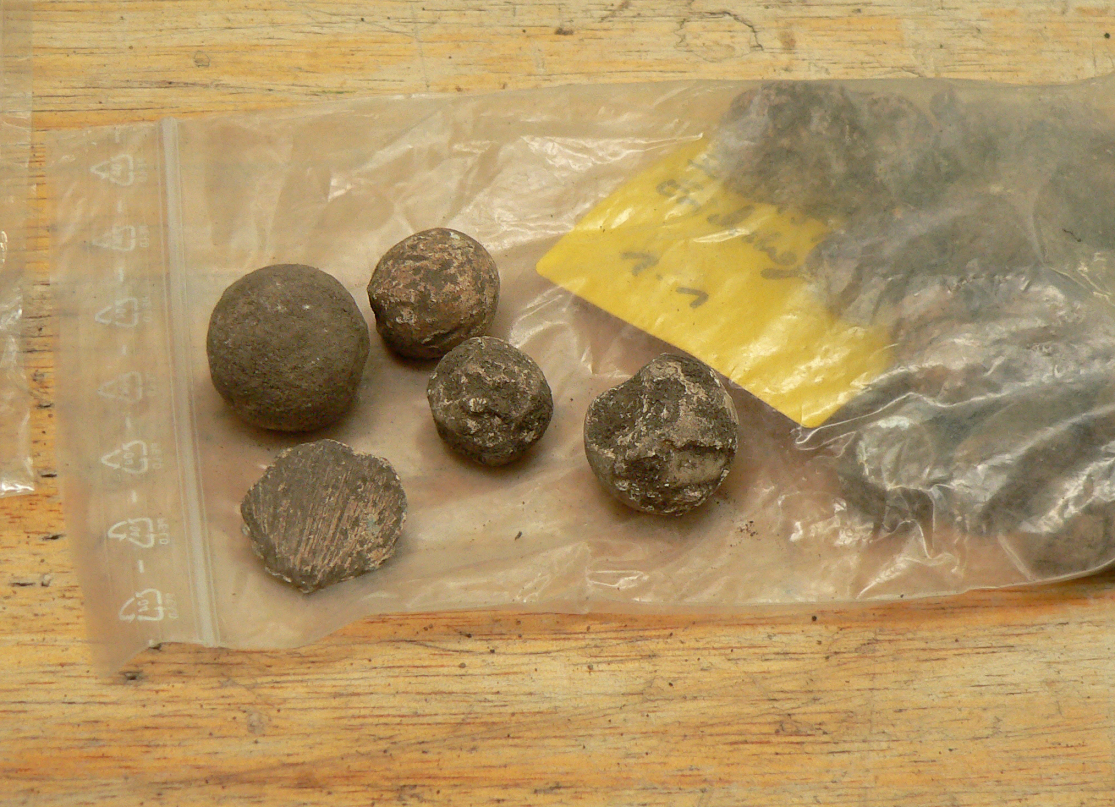
Musketenkugeln
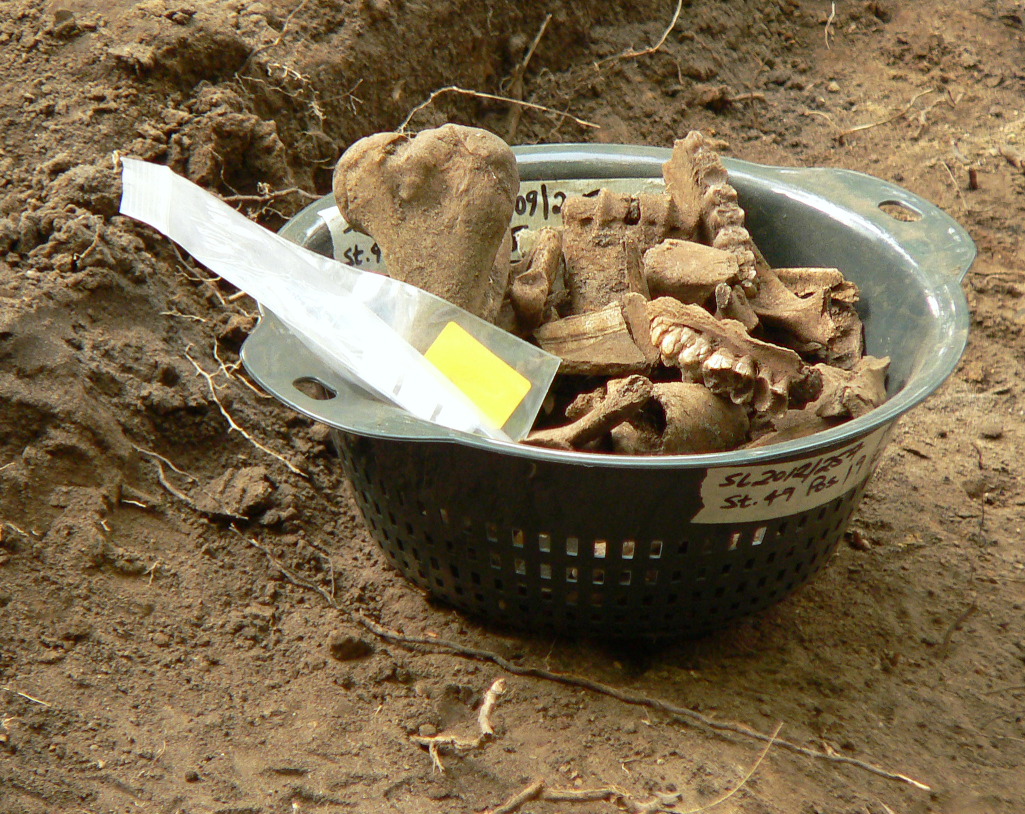
Knochenabfall von Tieren
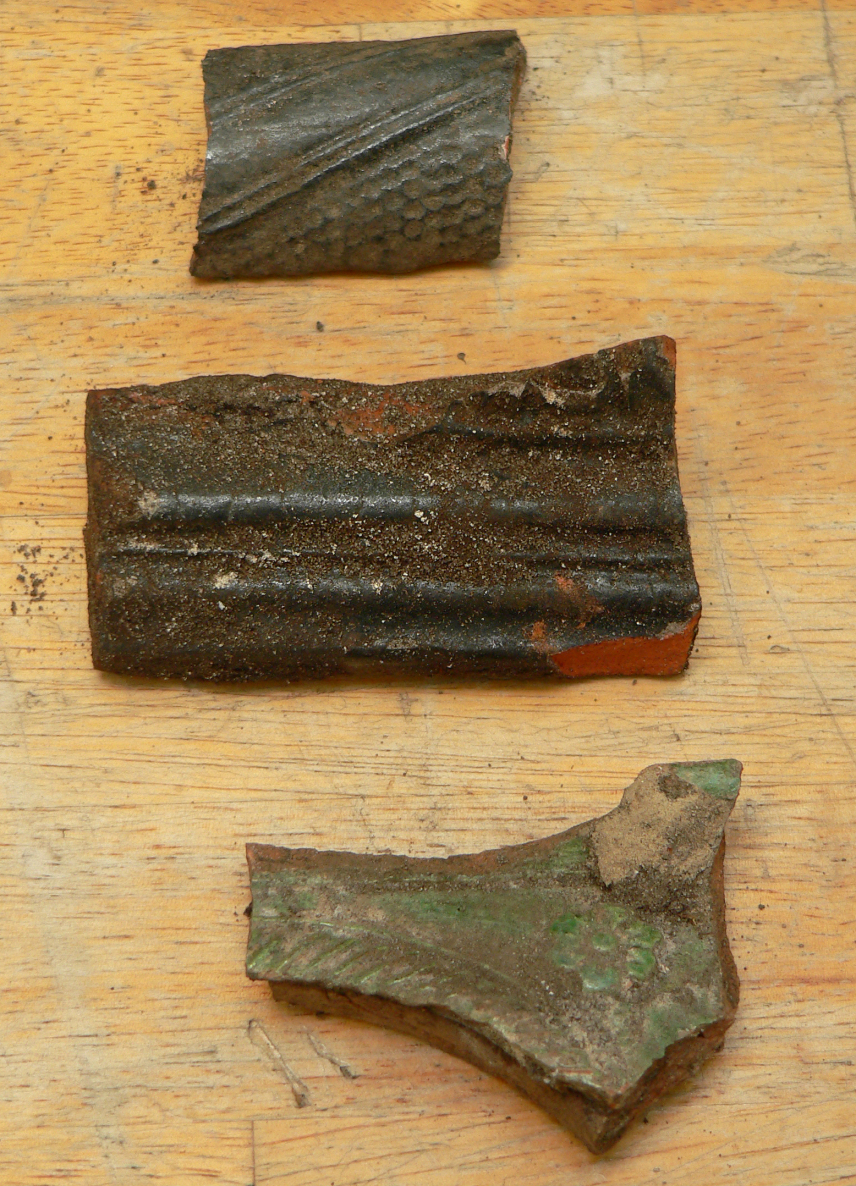
Keramikreste
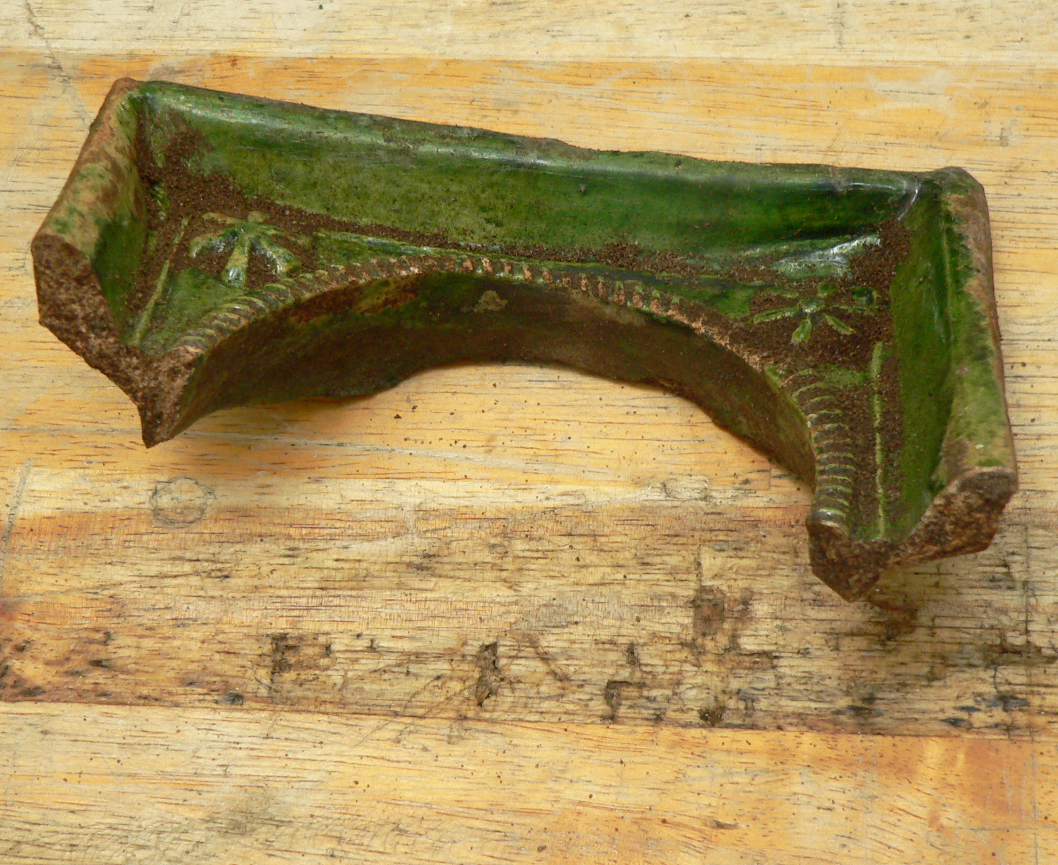
Keramikfragment, vermutlich Ofenkachel

Bereits Anfang 2017 war bekannt geworden, dass ein Sondengänger in rund 50 Meter Entfernung vom Burghügel ein geborstenes Rohrstück einer mittelalterlichen Kanone aus Bronze entdeckt hatte. Das 42 cm lange und fast 15 kg schwere Teil gehörte zu einer Kanone mit einem Kaliber von 50 mm. Auf dem Rohrteil ist eine Löwenfigur als Wappen eingraviert. Das Wappen hat Übereinstimmungen zum Wappen des hessischen Adelsgeschlechts Schenck zu Schweinsberg. Die Archäologen nehmen an, dass die Kanone aufgrund von Verschleiß und Gussfehler beim Abfeuern geborsten ist, möglicherweise bei der Belagerung der Burg Wölpe während der Hildesheimer Stiftsfehde zwischen 1519 und 1523.
 Geborstenes Kanonenrohr

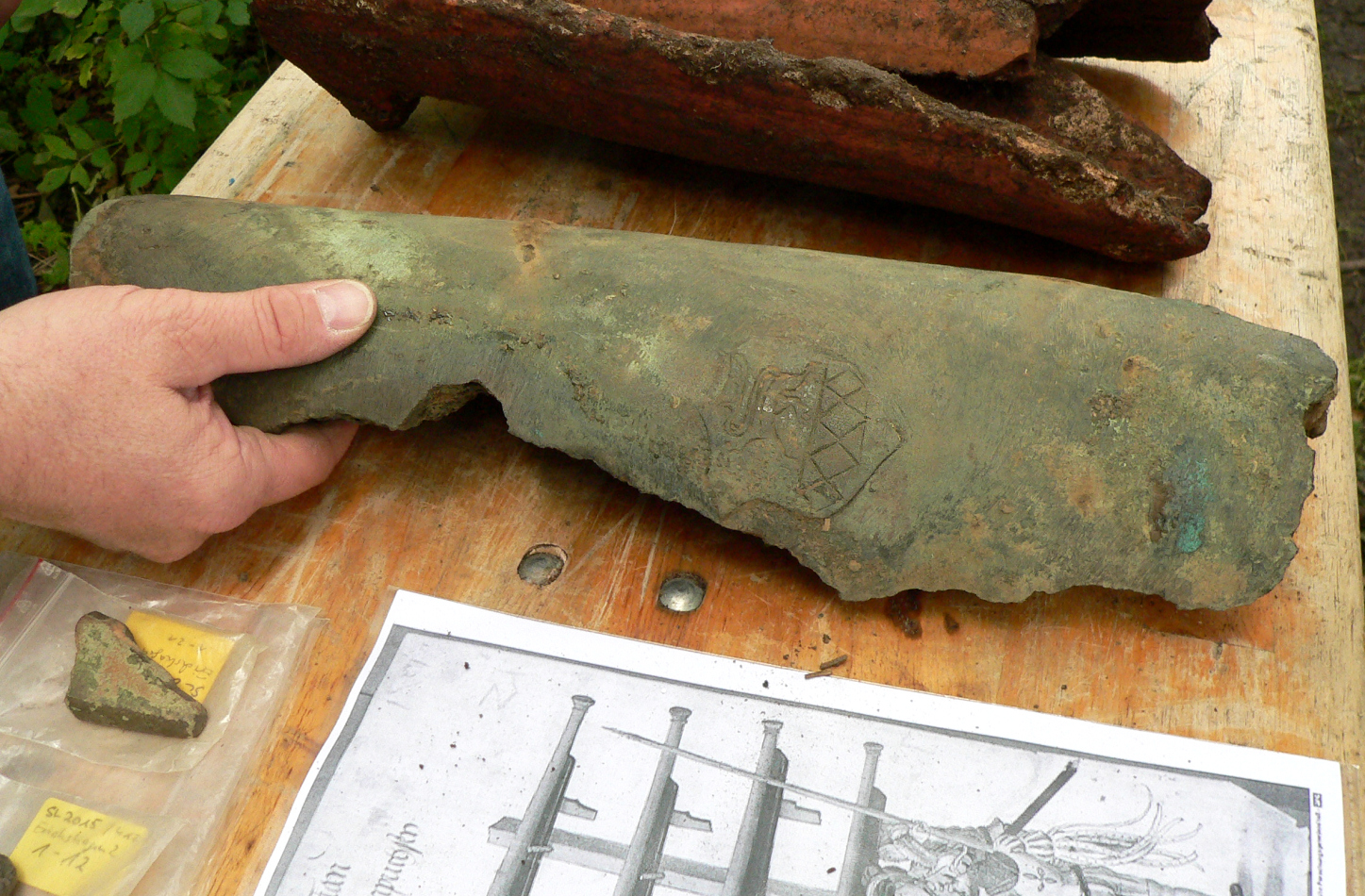
Geborstenes Rohrstück einer mittelalterlichen Kanone
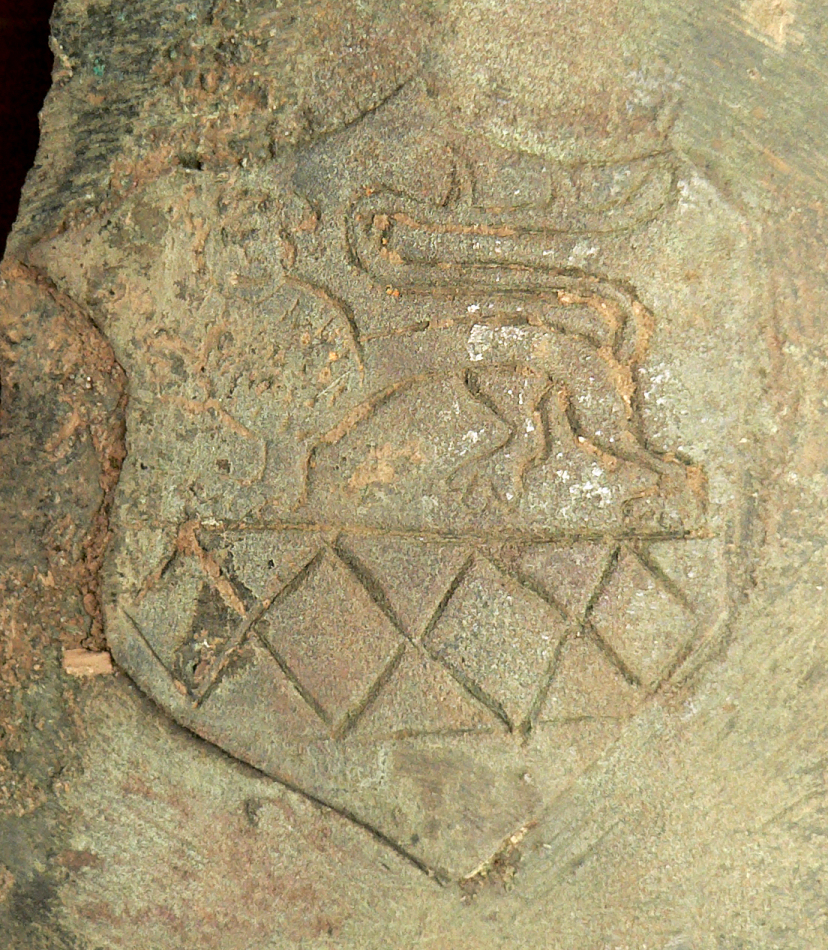
Eingraviertes Wappen mit Löwenfigur auf der Kanone
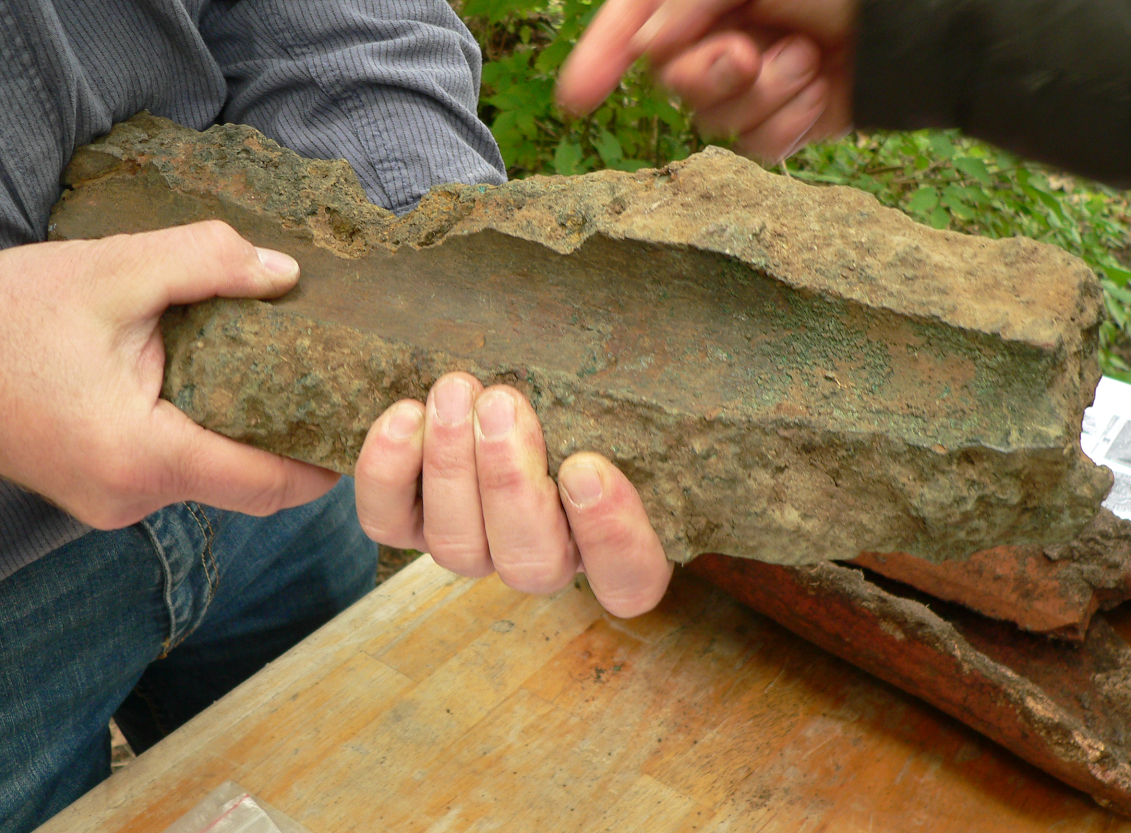
Lauf des Kanonenrohrs

### Grabung 2018
Die Untersuchungen setzten sich im September 2018 durch eine dreiwöchige Ausgrabung mit 15 Studenten der Australian National University aus Canberra fort. Die Grabungsleitung hatte wiederum ein deutscher Archäologe inne. Im Zentrum der Ausgrabung stand die älteste von drei Burganlagen an der Stelle ehemals vorhandenen Burganlagen, die etwa ab 1115 erbaut wurde. Es wurden Ziegel gefunden, auf denen sich Fingerabdrücke sowie Abdrücke kleiner Katzenpfoten und einer Hundepfote erhalten haben, die vor dem Brennen in den weichen Lehm eingedrückt wurden. Die Kooperation mit der australischen Universität wird im Jahr 2019 durch eine weitere Ausgrabung fortgesetzt.

### Grabung 2019
Im September 2019 kam es im dritten Jahr der Kooperation des Museum Nienburg, der Australian National University Canberra und der Kommunalarchäologie der Schaumburger Landschaft zu einer weiteren Ausgrabungskampagne. Daran nahmen 18 australische Studenten, ein Dozent und ein Professor des Fachbereichs Archäologische Wissenschaften teil. Die Untersuchungen galten der Freilegung eines Gebäudegrundrisses aus der Anfangszeit der Burg, was nur in Teilbereichen gelang. Bei den Ausgrabungen wurde ein männliches Skelett gefunden, das einer ersten Einschätzung nach aus der Zeit des Spätmittelalters oder der Renaissance stammt. Es ist geplant, die Knochen durch ein Labor näher untersuchen und mittels der Radiokarbonmethode  datieren zu lassen. Laut den Archäologen ist die Beisetzungsart ohne Sarg und Grabbeigaben und stattdessen unter Steinen auffällig, was auf Respektlosigkeit deute. Es könne sich um eine hingerichtete Person handeln, zumal Halswirbel heraus gedrückt sind, was ein Indiz für Hängen darstellt.

### Grabung 2021
Nach einer Unterbrechung im Jahr 2020 aufgrund der COVID-19-Pandemie kam es im September 2021 zu einer zweiwöchigen Ausgrabung, die ein Grabungsunternehmen vornahm. Finanzielle Mittel für die Grabung stellten unter anderem der Landschaftsverband Weser-Hunte und die Avacon zur Verfügung. Die bisherigen Projektpartner der Australian National University Canberra konnten aufgrund der Pandemie nicht anreisen.
Bei der Grabung kristallisierte sich heraus, dass es sich bei dem bereits 2014 gefundenen Steingebäude um einen mehrere Stockwerke hohen und vermutlich quadratischen Turm handelte. Das Fundament der 1,4 Meter starken Mauern bestand aus Feldsteinen und der weitere Aufbau aus Sandstein. Ursprünglich lag der Eingang im ersten Stockwerk. Später wurde im unteren Geschoss ein Zugang mit zwei Türen zu einer Eingangshalle geschaffen. Von dort führte eine aufwändige Treppenanlage ins Obergeschoss.